# Karl Humburg

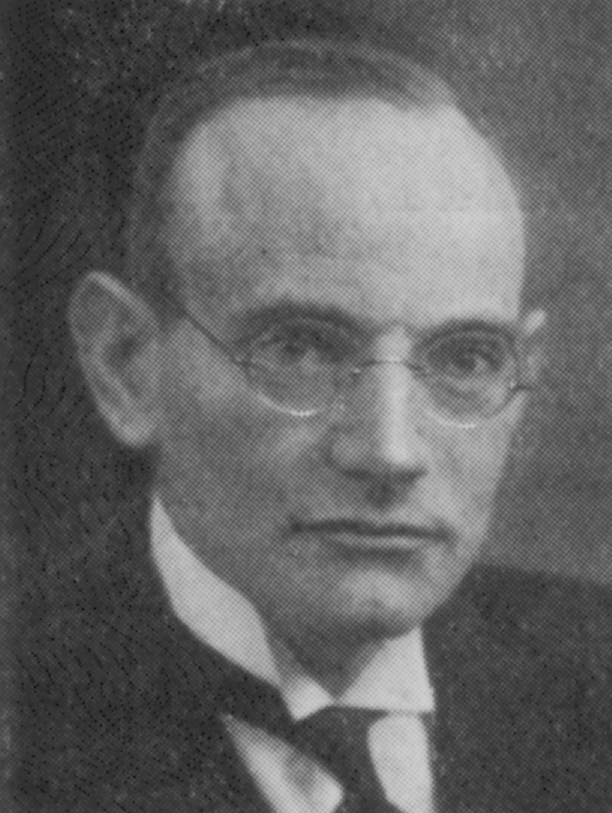
Karl Humburg

Karl Humburg (* 21. Oktober 1884 in Eschwege; † 7. April 1978) war ein Professor für Elektrotechnik.

## Leben
Nach seinem Studium der Elektrotechnik an der TH München arbeitete Humburg von 1907 bis 1910 bei den Siemens-Schuckertwerken in Berlin. 1911 promovierte er am Elektrotechnischen Institut der TH München mit der Arbeit Das Pendeln bei Gleichstrommotoren mit Wendepolen.
1924 wurde er an der TH Hannover auf den neu eingerichteten dritten Lehrstuhl für Elektrotechnik berufen. Außer seinem Lehrgebiet Elektromaschinen vertrat er bis 1927 gleichzeitig die Hochspannungstechnik und ab 1935 auch die Stromrichtertechnik. Um 1953 wurde er emeritiert. Nach Georg Dettmars Tod im Jahr 1950 hatte er dessen Manuskript zur Geschichte der Elektrotechnik fertiggestellt.
Im November 1933 unterzeichnete er das Bekenntnis der deutschen Professoren zu Adolf Hitler.

## Veröffentlichungen
- Die Gleichstrommaschine
- Die synchrone Maschine; 1942
- Die Entstehung des Drehmomentes in elektrischen Maschinen. ETZ 71 (1950), S. 311–313